# 神崎北ランプ
神崎北ランプ（かんざききたランプ）は、兵庫県神崎郡神河町にある播但連絡道路のランプ。
姫路JCT方面の出入口が設置されているハーフICである。

## 接続する道路
- 国道312号

## 周辺
- 神崎農村公園ヨーデルの森

## 隣
E95 播但連絡道路
(11) 神崎南ランプ - (12) 神崎北ランプ - (13) 生野ランプ